# Колледж Франклина и Маршалла
Ко́лледж Фра́нклина и Ма́ршалла (англ. Franklin & Marshall College) — частный гуманитарный университет в г. Ланкастер, Пенсильвания, США.

## История
Колледж Франклина был основан в 1787 году и назван в честь Бенджамина Франклина, пожертвовавшего крупную сумму денег на его создание. Основателями вуза выступили четверо священослужителей немецкой реформаторской и лютеранской церквей. В число первых членов правления колледжа входило пять государственных деятелей, подписавших Декларацию независимости США, и семь офицеров, принявших участие в Войне за независимость. Обучение проводилось на английском и немецком языках, что сделало колледж первым двуязычным вузом в Америке. Колледж также стал первым американским вузом со смешанным обучением мужчин и женщин. В первый год существования вуза в нём обучалось 78 мужчин и 36 женщин. В их числе была Ребекка Грац — первая еврейская студентка в истории США.
Колледж Маршалла был основан в 1836 году в году Мерсебург, Пенсильвания. Своё название он получил в честь председателя Верховного Суда США Джона Маршалла, умершего за год до основания вуза.
7 июня 1853 года произошло слияние двух колледжей в мужской реформаторский Колледж Франклина и Маршалла.

## Рейтинги
В 2011 году в рейтинге, публикуемом журналом Newsweek, Колледж Франклина и Маршалла занял 4-е место среди элитных американских вузов с самым строгим отбором студентов. В 2012 году в рейтинге лучших гуманитарных вузов США по версии U.S. News & World Report колледж занял 42-е место, а в 2011 году оказался на 138-й позиции в рейтинге лучших вузов США по версии журнала Forbes.

## Известные выпускники и преподаватели
- Ачарья S
- Миллз, Ричард
- Уильямс, Трит
- Уинтерс, Ричард
- Хопкинс, Томас
- Шайдер, Рой
- Шеффнер, Франклин